# Бюджетный студент
Бюджетный студент (бюджетник) — абитуриент, поступивший в учебное заведение на бюджетное место и получающий своё образование безвозмездно, не вкладывая в него свои личные средства. Зачастую государство обеспечивает выплату бюджетнику некоторого  материального поощрения или стипендии.

## В Российской Федерации
Ежегодно Министерство образования определяет количество бюджетных мест в высших учебных заведениях России и обеспечивает их финансирование из государственного бюджета. Количество бюджетных мест рассчитывается по количеству выпускников школ. Оно равно  приблизительно половине от всех одиннадцатиклассников страны, которые выпускаются из средней школы. При этом не каждый второй выпускник школы в итоге поступает на бюджетное место в вуз, потому что есть еще выпускники колледжей, а также непоступившие  выпускники прошлых лет.

### Перевод с платного обучения на бюджетное
В соответствии с приказом Министерства образования и науки РФ от 6 июня 2013 г. N 443 «Об утверждении Порядка и случаев перехода лиц, обучающихся по образовательным программам среднего профессионального и высшего образования, с платного обучения на бесплатное» обучающиеся на платной основе студенты имеют право перейти с обучения на платной основе на бюджетную при выполнении следующих условий: 
1. Сдачи экзаменов за два последних семестра обучения, предшествующих подаче заявления, на оценки «отлично» или «отлично» и «хорошо» или «хорошо»
2. Отнесенных к следующим категориям граждан:
  - детей-сирот и детей, оставшихся без попечения родителей, а также из числа детей-сирот и детей, оставшихся без попечения родителей;
  - граждан в возрасте до двадцати лет, имеющих только одного родителя-инвалида первой группы, если среднедушевой доход семьи ниже величины прожиточного минимума, установленного в соответствующем субъекте Российской Федерации;
  - женщин, родивших ребенка в период обучения
3. Утраты обучающимся в период обучения одного или обоих родителей (законных представителей) или единственного родителя (законного представителя).

## В Российской империи
В Императорских российских университетах, например в Императорском Московском университете, бюджетники назывались «казённокоштными» в отличие от «своекоштных». Казеннокоштным назывался учащийся закрытого учебного заведения, обучающийся и получающий полное содержание за счёт казны или бюджета государства. В дореволюционных учебных заведениях, как Университетская гимназия, эта категория учащихся была достаточно распространённой.
В дореволюционной России различные ведомства выделяли ежегодно денежные средства на содержание различных, преимущественно высших учебных заведениях казеннокоштных воспитанников, с тем, чтобы последние по окончании курса поступали на службу в данном ведомстве. Казеннокоштные студенты жили в особых интернатах при университетах до 1858 года, после которого они были перемещены на съёмные квартиры, и им вместо полного содержания стали выплачивать определённую сумму или стипендию.

## Внешние ссылки
- А.М. Феофанов УНИВЕРСИТЕТ И ОБЩЕСТВО: СТУДЕНТЫ МОСКОВСКОГО УНИВЕРСИТЕТА XVIII - НАЧАЛА XIX ВЕКА (СОЦИАЛЬНОЕ ПРОИСХОЖДЕНИЕ И БЫТ)
- Андрей Андреев МОСКОВСКИЙ УНИВЕРСИТЕТ В ОБЩЕСТВЕННОЙ И КУЛЬТУРНОЙ ЖИЗНИ РОССИИ НАЧАЛА XIX ВЕКА